# Ornduffia parnassifolia
Ornduffia parnassifolia är en vattenklöverväxtart som först beskrevs av Jacques-Julien Houtou de La Billardière, och fick sitt nu gällande namn av Tippery och Les. Ornduffia parnassifolia ingår i släktet Ornduffia och familjen vattenklöverväxter. Inga underarter finns listade i Catalogue of Life.